# Krystyna Czajkowska
Krystyna Czajkowska-Rawska, född 25 april 1936 i Sosnowiec, är en polsk före detta volleybollspelare.
Czajkowska blev olympisk bronsmedaljör i volleyboll vid sommarspelen 1964 i Tokyo.